# Misha Raymond
Raymicheline Manuela Jurienne (Misha) Raymond (Philipsburg, Sint Maarten, 1981) is een Arubaanse psycholoog en politica. Zij was lid van de Staten van Aruba van 17 september 2021 tot 8 januari 2025.

## Leven en werk
Misha Raymond is de dochter van Desiree Correa, een bekende Arubaanse kinderboekenschrijfster. Ze voltooide haar middelbare schoolopleiding aan het Colegio Arubano. Daarna ging ze studeren in Nederland, waar ze haar bachelor en master in klinische psychologie behaalde aan de Universiteit van Leiden. Later werd ze gecertificeerd als kinder- en jeugdpsycholoog en als systeemtherapeut. Terug op Aruba begon Raymond haar professionele carrière bij Respaldo, een stichting voor geestelijke gezondheidszorg.

### Politieke loopbaan
Bij de Statenverkiezingen van 2021 stond Raymond als kandidaat nummer 3 op de lijst van de partij RAIZ. Ze werd niet direct gekozen maar kwam in september 2021 alsnog in de Staten omdat Ursell Arends doorschoof naar het kabinet. Raymond werd direct fractieleider voor RAIZ. In haar parlementaire werk had ze de portefeuille geestelijke gezondheidszorg en kinderrechten. Tijdens haar termijn diende ze verschillende voorstellen in die unaniem werden aangenomen; waaronder het opnemen van logopedie voor kinderen in het basispakket van de AZV (november 2021) en het aanstellen van meer maatschappelijk werkers op scholen (april 2022). Op de Internationale Dag van de Rechten van het Kind, 20 november 2024, diende Raymond een initiatiefwet in om kinderrechten te verankeren in de grondwet van Aruba.
Bij de verkiezingen van 2024 kreeg zij 506 voorkeursstemmen, maar verloor haar zetel omdat haar partij RAIZ onvoldoende stemmen kreeg voor een zetel en uit de Staten van Aruba verdween. Op 8 januari 2025 kondigde Raymond haar vertrek uit de partij aan.